# Sperma

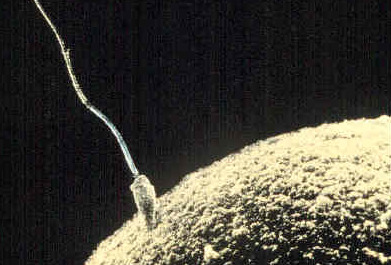
Zaadcel bij eicel

Sperma is een door mannelijke dieren geproduceerde vloeistof met zaadcellen. Bij zoogdieren, waaronder de mens, wordt sperma bij de zaadlozing (ejaculatie) uit de penis geloosd. De zaadcellen worden aangemaakt in de teelballen en rijpen in de bijballen. Bij de menselijke zaadlozing bevat sperma 1 tot 3% zaadcellen. De rest is vocht, afkomstig uit de prostaat en zaadblaasjes. Zaadcellen worden ook wel spermacellen genoemd.
Een zaadlozing gaat doorgaans gepaard met een orgasme, maar een orgasme en een zaadlozing zijn verschillende verschijnselen. Per ejaculatie wordt ongeveer 3 tot 5 ml sperma geloosd (een vingerhoedje vol), dat normaal gesproken tussen 100 en 200 miljoen zaadcellen bevat. Per milliliter zijn dat er zo'n 20 tot 50 miljoen. 
Zaadcellen die in bijballen blijven worden – zonder invloed te hebben op vruchtbaarheid of libido – na verloop van tijd weer opgenomen door het lichaam. Sperma kan – diepgevroren – jarenlang worden bewaard voor kunstmatige inseminatie. In sperma van dieren, waarmee gefokt wordt, zoals van runderen en bijzondere hondenrassen wordt voor grote bedragen handel gedreven. 

## Samenstelling
Ejaculaat bestaat uit twee componenten:
- zaadcellen, geproduceerd door de zaadballen
- zaadvocht, een voedingsrijk plasma dat voor 1/3 afgescheiden wordt door de prostaat en voor 2/3 door de zaadblaasjes. Elk van de twee organen geeft daarbij biochemische voedingsstoffen mee (resp. citroenzuur en fructose).

Het zaadvocht (of semenplasma) zorgt niet alleen voor het transport van de zaadcellen door de mannelijke geslachtsorganen naar buiten en in de vrouwelijke, maar ook voor een stijging van de pH van de vagina. Goed zaadvocht heeft een pH van 7,2 tot 7,8 (licht basisch) en fungeert daardoor als buffer voor de zaadcellen in de veel zuurdere omgeving van de vagina. Zaadcellen immobiliseren snel bij een pH lager dan 6,2. Zaadvocht is een vloeistof die de zaadcellen voedt, kracht geeft en hen beschermt tegen de vijandige cellen in de vagina en de voor de zaadcellen gevaarlijke lage pH van de vagina (door het melkzuur uit de microflora aldaar). De hoge pH wordt veroorzaakt door een aantal basische componenten, waaronder putrescine, spermine, spermidine en cadaverine. Vooral het DNA in het kopje van de zaadcellen dient beschermd te worden. 
Ejaculaat is aanvankelijk een dikke substantie. Door een eiwitsplitsend enzym uit de prostaat vervloeit het bij kamertemperatuur al na zo'n 10 tot 30 minuten. Hetzelfde geldt als het in de vagina terechtkomt. Met het ontbonden zaadvocht vloeit ook het grootste deel van de spermacellen snel weer weg. Voor de overblijvende is het traject tot aan de eicel in de eileider een overlevingsstrijd. Na sterilisatie of castratie bevat sperma geen zaadcellen. Dit heet azoöspermie.

## Vruchtbaarheid
Een van de belangrijkste parameters voor een goede vruchtbaarheid is het totaal aantal beweeglijke zaadcellen. Het aantal beweeglijke zaadcellen wordt samen met andere parameters gemeten in een semenanalyse. Volgens de normen van de WHO geldt als een normaal zaadstaal: een ejaculaat met een minimaal volume van 1,5 ml, met ten minste 15 miljoen zaadcellen per ml, of een totaal van 39 miljoen zaadcellen. Ten minste 32% daarvan moeten levende zaadcellen zijn met een goede mobiliteit en 30% moet een normale vorm hebben.  Ook de zuurgraad (pH) van het sperma is van belang.
Een lager aantal bewegende zaadcellen vermindert de kans op een geslaagde bevruchting. Een ongezonde levensstijl heeft een negatieve invloed op het aantal beweeglijke zaadcellen. Zo is bekend dat roken het aantal beweeglijke zaadcellen sterk vermindert. Deense wetenschappers van het Odense Academisch ziekenhuis slaagden er in 2014 in om het totale aantal bewegende zaadcellen te vergroten bij mannen met een verminderde zaadkwaliteit. Ze gebruikten hiervoor Punalpin, Het middel wordt sindsdien gebruikt voor het verbeteren van de vruchtbaarheid van mannen.

## Gesekst sperma
Bij zoogdieren bepaalt de zaadcel het geslacht van de nakomeling die uit de bevruchte eicel ontstaat. Technieken om de zaadcellen van mannen te sorteren op (potentieel) geslacht, waardoor de ouders kunnen kiezen voor een jongen of een meisje, zijn in ontwikkeling maar ethisch omstreden.
Bij rundvee is sinds 2002 wel gesekst sperma te verkrijgen. Ondanks wisselende ervaring in het verleden zette deze techniek eind 2005 door. Zowel de firma CRV, Cogent als Monsanto leveren gesekst sperma. Monsanto heeft in 2005 patent gevraagd op zijn productieproces Decisive, dat afgeleid is van de gebruikte flowcytometriemethode, waarbij de herkenning van het geslachtschromosoom, X of Y, gebeurt met behulp van chromosoomkleuring. Door toepassing van een verdunningsvloeistof met een beschermde stof blijven de spermacellen ongeveer 24 uur lang in de geïnsemineerde koe in leven.

## Levensduur sperma

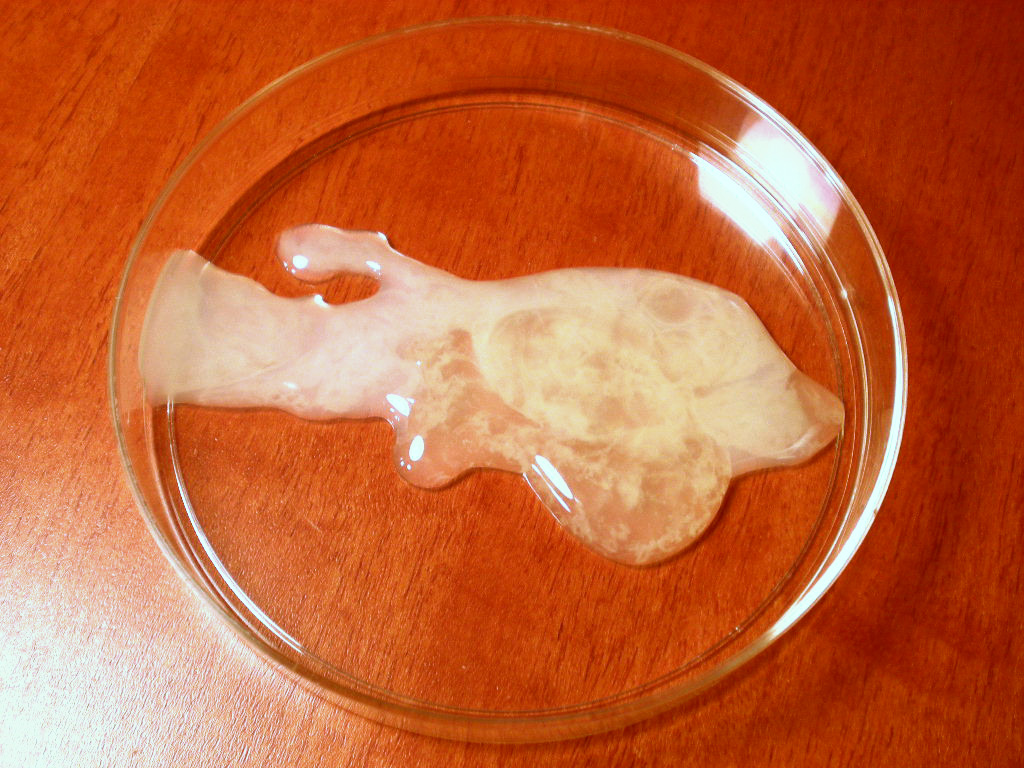
Menselijk sperma

Als sperma niet in de vagina terechtkomt, dan heeft het een levensduur van maximaal 2 uur. Het is echter wel degelijk mogelijk dat zwangerschap ontstaat doordat sperma indirect in de vagina terechtkomt, bijvoorbeeld door een vrouw met een vinger te bevredigen waar nog sperma aan kleeft, of door indirect contact van de vagina met sperma.
Spermacellen die direct tijdens de geslachtsgemeenschap worden ingebracht leven meestal 24 tot 48 uur in de baarmoeder. Er zijn echter uitzonderingen bekend van zaadcellen die na vier tot vijf dagen nog in leven waren. Zaadcellen die niet worden geëjaculeerd worden na verloop van tijd door het lichaam afgebroken en opgenomen. Factoren als stress, alcoholgebruik en roken hebben invloed op de levensduur van sperma.

## Trivia
- Een spermacel heeft een "zwemsnelheid" van ongeveer 1 tot 3 millimeter per minuut.
- Mannelijke vogelspinnen maken een spermaweb om het vrouwtje te bevruchten. Dit dikke spinsel bestaat uit gesponnen spinnenzijde en enkele druppeltjes sperma.